# Белов, Лев Григорьевич
Лев Григорьевич Белов (настоящая фамилия Певзнер; 23 декабря 1919, Ташкент — 1 августа 1996 года, Владимир) — русский советский писатель и журналист, более известный произведениями в жанре юмористической прозы и детской фантастики.

## Биография
Родился в 23 декабря 1919 года в Ташкенте (столица Туркестанской АССР, ныне — Узбекистана).
В 1943 году окончил 2-е Киевское артиллерийское училище. Участник Великой Отечественной войны. Награждён орденом Отечественной войны II степени, семью медалями.
В 1950 году окончил Ташкентский вечерний педагогический институт. Член Союза журналистов и Союза писателей СССР с 1972 года.
Жил в Ташкенте до 1990 года, потом переехал во Владимир. Публиковался с 1946 года. Опубликовал более трёхсот пятидесяти фельетонов, несколько десятков рассказов.

## Содержание книг
«Ужасная обманщица»
Двое детей внимательно следят за научной экспедицией, прилетевшей на раскопки в их город.
«Ыых покидает пещеру»
Средняя Азия. Из пионерского лагеря тайно сбежали мальчик и девочка. В темноте они не заметили обрыва, скатились вниз и оказались в огромном «каменном стакане», где проживало неандертальское племя. Ребята пытаются ужиться с ними: мальчик учит их стрельбе из рогатки, игре в лянгу, девочка пытается привить им добро. Ребята спасают одного аборигена после лап медведя, и племя объявило девочку новым вожаком. Ыых, бывший вожак, пытается убить ребят. Вскоре за ними прилетел вертолёт, а через несколько минут после их спасения случилось страшное землетрясение, засыпавшее камнями всю низину. Погибшие неандертальцы, как выяснилось — одичавшие потомки пропавшей 200 лет назад научной экспедиции.
«Скромный гений»
Туристка из США крадёт рисунки у бездарного советского чертёжника. Вокруг его «картин» разворачивается ажиотаж, он объявлен гением, гонимым советскими властями, в результате чего возникает большой военно-политический кризис.
«Муки Тамталова»
Книга состоит из нескольких историй с метаморфозами — люди неожиданно и довольно удачно полностью меняют свою жизнь и профессию. На пути героев возникают лжеучёные, жулики и приспособленцы, борьба с которыми и приводит к радикальным изменениям: технарь становится певцом, учёный — рабочим, филолог — директором ресторана…
«Этот несносный Ноготков»
13-летний Алик Ноготков случайно наглотался экспериментальных стимуляторов, и неожиданно стал гипнотизёром и телепатом. После ряда вполне обычных мальчишеских приключений он пробирается на ракету, летящую на Марс. По дороге их перехватывают и оправляют на свою планету жители Блистательной Иоллы — планеты звезды Летящая Барнарда. На Иолле технический прогресс ушёл вперёд на миллионы лет, и основные обитатели — роботы, у которых разумные существа «микри» находятся в положении рабов. Алик, используя свои способности, помогает микри свергнуть власть роботов.
«Бетон и сердце»
Произведение перекликается с романом «Муки Тамталова». Книга о культуре (и против хамства) во всём — в производстве, в строительстве, в личной ответственности за всё содеянное. Сатира о том, как люди и ресурсы используются совсем не по назначению, например, учёных отправляют рыть траншеи и копать картофель.